# Nidd
Nidd (ang. River Nidd) – rzeka w północnej Anglii, w hrabstwie North Yorkshire, dopływ rzeki Ouse. Długość rzeki wynosi 90 km.
Źródło rzeki znajduje się na wschodnim zboczu pasma wzgórz Great Whernside, tuż poza granicą parku narodowego Yorkshire Dales, na wysokości około 605 m n.p.m. W przeważającej części swego biegu płynie w kierunku południowo-wschodnim. W górnym biegu płynie dnem doliny Nidderdale i przegrodzona jest trzema zaporami, tworzącymi sztuczne zbiorniki wodne Angram, Scar House i Gouthwaite. Przepływa przez miasta Pateley Bridge i Knaresborough. Do Ouse uchodzi w pobliżu wsi Nun Monkton, około 10 m n.p.m., na północny zachód od miasta York.